# Satz von Mackey-Arens
Der Satz von Mackey-Arens (nach George Mackey und Richard Friederich Arens) ist ein mathematischer Satz aus der Funktionalanalysis, genauer aus der Theorie der lokalkonvexen Räume. Der Satz von Mackey-Arens behandelt die Frage, in welchen Topologien bestimmte wichtige Abbildungen stetig sind. 
Genauer sei ein lokalkonvexer Raum {\displaystyle E} mit einer Topologie {\displaystyle t} gegeben. Dann betrachtet man den Dualraum E' der bezüglich {\displaystyle t} stetigen, linearen Funktionale auf {\displaystyle E}. Die Frage ist nun, welche weiteren lokalkonvexen Topologien auf {\displaystyle E} zu denselben stetigen, linearen Funktionalen wie {\displaystyle t} führen. Solche Topologien heißen zulässig. 
Es stellt sich heraus, dass es eine schwächste und eine stärkste zulässige Topologie gibt.

## Die schwächste zulässige Topologie
Die schwächste zulässige Topologie, d. h. die schwächste Topologie, bzgl. der alle Funktionale aus E' stetig sind, ist die schwache Topologie {\displaystyle \sigma (E,E')}. Es ist klar, dass es keine zulässige Topologie geben kann, die echt schwächer ist, und es ist nicht schwer zu zeigen, dass {\displaystyle \sigma (E,E')} selbst zulässig ist.

## Die Mackey-Topologie
Der Dualraum E' trägt die schwach-*-Topologie, das ist die schwächste Topologie auf E', die alle Abbildungen der Form {\displaystyle {\hat {x}}:E'\rightarrow {\mathbb {K} },\,f\mapsto f(x)}, wobei {\displaystyle x\in E}, stetig macht. 
Sei {\displaystyle {\mathcal {M}}} die Menge aller absolutkonvexen und schwach-*-kompakten Mengen {\displaystyle M\subset E'}. Zu {\displaystyle M\in {\mathcal {M}}} sei {\displaystyle p_{M}} die durch {\displaystyle \textstyle p_{M}(x):=\sup _{f\in M}|f(x)|} definierte Halbnorm auf {\displaystyle E}. Dann definiert die Menge {\displaystyle \{p_{M};M\in {\mathcal {M}}\}} eine lokalkonvexe Topologie auf {\displaystyle E}, die man die Mackey-Topologie auf {\displaystyle E} nennt und mit {\displaystyle \tau (E,E')} bezeichnet. Identifiziert man {\displaystyle x} mit {\displaystyle {\hat {x}}}, d. h. mit einer Funktion auf E', so ist die Mackey-Topologie nichts anderes als die Topologie der gleichmäßigen Konvergenz auf absolutkonvexen, schwach-*-kompakten Mengen.
Es zeigt sich nun, dass man mit der Mackey-Topologie die zulässigen Topologien charakterisieren kann.

## Satz von Mackey-Arens
- Ist {\displaystyle E} ein lokalkonvexer Raum, so ist eine lokalkonvexe Topologie {\displaystyle s} auf {\displaystyle E} genau dann zulässig, wenn {\displaystyle \sigma (E,E')\subset s\subset \tau (E,E')}.

Nach diesem Satz ist die Mackey-Topologie die stärkste zulässige Topologie auf {\displaystyle E}, die Existenz einer solchen Topologie ist nicht offensichtlich! Die Ausgangstopologie von {\displaystyle E} ist definitionsgemäß selbst zulässig, liegt also ebenfalls zwischen {\displaystyle \sigma (E,E')} und {\displaystyle \tau (E,E')}. Stimmt die Ausgangstopologie von {\displaystyle E} mit der Mackey-Topologie überein, so nennt man {\displaystyle E} einen Mackey-Raum. Man kann zeigen, dass quasitonnelierte Räume stets Mackey-Räume sind. Insbesondere sind daher alle tonnelierten und alle bornologischen Räume Mackey-Räume.

## Satz von Mackey
Eine Menge {\displaystyle B} eines lokalkonvexen Raums heißt beschränkt, wenn es zu jeder Nullumgebung {\displaystyle U} ein {\displaystyle r>0} gibt mit {\displaystyle B\subset rU}.
Die Beschränktheit hängt damit von der Topologie ab. Daher ist der folgende Satz von Mackey bemerkenswert:
Für eine Teilmenge {\displaystyle B} eines lokalkonvexen Raumes sind äquivalent:
- {\displaystyle B} ist beschränkt bzgl. der Topologie auf {\displaystyle E}.
- {\displaystyle B} ist bezüglich jeder zulässigen Topologie beschränkt.
- {\displaystyle B} ist bezüglich {\displaystyle \sigma (E,E')} beschränkt.
- {\displaystyle B} ist bezüglich {\displaystyle \tau (E,E')} beschränkt.

## Bedeutung
Der Sätze von Mackey und Mackey-Arens und die Mackey-Topologie spielen eine wichtige Rolle in der Dualitätstheorie lokalkonvexer Räume. Sie finden u. a. Anwendung in der Charakterisierung der Halbreflexivität. Weitere Folgerungen sind Sätze der Art 
- Der schwache Dualraum eines tonnelierten Raums ist folgenvollständig.
- Der schwache Dualraum eines Fréchet-Raums, der kein Banachraum ist, ist nicht metrisierbar.

In den mathematischen Wirtschaftswissenschaften treten sogenannte Präferenz- oder Nutzenfunktionen auf gewissen {\displaystyle L^{\infty }}-Räumen auf, auf denen man die schwach-*-Topologie der {\displaystyle L^{1}}-{\displaystyle L^{\infty }}-Dualität betrachtet. Diese Nutzenfunktionen sind im Allgemeinen unstetig bzgl. der schwach-*-Topologie aber stetig bzgl. der feineren Mackey-Topologie {\displaystyle \tau (L^{\infty },L^{1})}.